# 明清訟學
訟學是中國古代法學知識之一，訟學的形成方式為擷取官方律學的精要內容、增加刀筆珥語的狀紙書寫技巧，並且進一步融合了判例判牘中的案例，試圖以民間社會訴訟書寫者的立場進行闡述，希望訴訟當事人能夠勝訴的一門學問。訟學的基本特質有五：第一，簡明扼要，滿足民間百姓所需的法律知識、興訟技巧以及實戰範例。第二，訟學流播詭秘，屬於私相傳習模仿的學問。第三，訟學讀本普遍取名玄秘。第四，言辭力求誇張聳聽。第五，訟學核心內涵貧瘠，內容普遍雷同。

## 訟學演變
清代俞正燮認為自鄧析以來就存在教授「甲乙金科」（原告、被告對辯之學）的訟學；及至宋代，江西、福建等地的蒙館已開設訟學，用《鄧思賢》、《公理雜字》等訟師秘本來教授生徒。明清時期，訟學知識藉由《業鑒火珠》、《申韓名鑒》等訟師秘本等書籍更為廣泛地流傳開來，後來導致訟師秘本受到官方的關注與嚴禁，尤其是乾隆七年（1742）定例禁絕訟師秘本後，訟學的流傳受到一定的抑制；不過，此後的訟學知識仍然以訟師狀稿、抄本或是日用類書、公案小說等等各種讀本形式存在於地方社會，深刻影響地方民眾的法律生活。
明清訟學的傳播途徑有三：一是把國家明令禁止的訟學秘籍重新包裝秘密刊刻；二是將訟師秘本中的訴訟珥語、朱語滲透到啟蒙讀物《四言雜字》、《六言雜字》中；三是透過大量的訴訟詞狀稿本和抄本散播民間，成為私相傳授和仿制狀詞的主要教材（參見下表）。
由於有著上述各類訟學讀本的存在與流傳，因此明清時期的訴訟文書除了可以看到有職業訟師撰寫的「刀筆」精華外，也有落魄文人、粗通文墨的百姓所書寫的詞狀，他們共同的法律知識來源便是訟學讀本。

## 訟師秘本列表
| 編號 | 書名                                             | 作者                                   | 推薦版本 | 書籍解題 |
| ---- | ------------------------------------------------ | -------------------------------------- | --- | --- |
| 1    | 《鼎刊葉先生精選蕭曹正律刀筆詞鋒》               | 葉氏撰                                 | 明嘉靖（1522-1566）刻本，典藏於北京國家圖書館。 | 僅存卷三、卷四。（夫馬進2003、潘宇2007） |
| 2    | 《新鍥法林金鑒錄》                               | 佚名撰                                 | 萬曆二十二年（1594）金陵書室刊本，典藏於美國國會圖書館。 | 三卷。（國家圖書館「中文古籍書目資料庫」） |
| 3    | 《新鍥蕭曹遺筆》                                 | 竹林浪叟                               | 萬曆二十三年（1595）吳東（杜信孚認為是蘇州）白雪精舍刊本金陵原板，典藏於東京大學東洋文化研究所所藏漢籍善本全文影像資料庫、日本國蓬左文庫 160・13。                                                           | 四卷。有尾陽文庫印記，寬永十二年（1636）種村肖推寺獻本。 （東京大學東洋文化研究所所藏漢籍善本全文影像資料庫、全國漢籍データベース） |
| 4    | 《勝蕭曹遺筆》                                   | 題西吳空洞主人輯                       | 萬曆二十七年（1599）南直隸蘇州府長洲縣漱玉軒刊本，典藏於浙江省圖書館。 | 四卷。（杜信孚、杜同書著，《全明分省分縣刻書考》，北京：線裝書局，2001、龔汝富2009） |
| 5    | 《新刻摘選增補注釋法家要覽折獄明珠》             | 清波逸叟編                             | 萬曆二十九年（1601）序刊本，典藏於日本國東京內閣文庫。 | 四卷，每卷都採「上層、下層」兩欄式編排。（全國漢籍データベース） |
| 6    | 《新刻校正音釋詞家便覽蕭曹遺筆》                 | 閒閒子訂註                             | 萬曆四十二年(1614)瑞雲館重刊本，典藏於中研院傅斯年圖書館、中國社科院歷史研究所。 | 四卷。（中研院圖書館館藏目錄、龔汝富2008） |
| 7    | 《合刻名公案斷法林灼見》                         | 湖海山人清虛子編                       | 天啟元年（1621）閩建書林高陽生刊本，典藏於日本國蓬左文庫。 | 四卷，首一卷。有尾陽文庫印記，寬永十一年（1635）買本。（全國漢籍データベース、夫馬進，〈訟師秘本《蕭曹遺筆》的出現〉，收於楊一凡、寺田浩明主編，《中國法制史考證》丙編第四卷《日本學者考證中國法制史重要成果選譯·明清卷》，北京：中國社會科學出版社，2003，頁460-490） |
| 8    | 《珥筆肯綮》                                     | 覺非山人撰                             | 崇禎年間（1628-1644）鈔本，參見邱澎生點校本，《明代研究》13（2009），頁233-290。 | 本書原藏於江西省婺源縣圖書館，收錄266件法律文書以及82條覺非山人加附評註，反映當時訟師之訴訟策略及法律見解；其次，該書序文及按語中呈現出來的訟師行為及訴訟理念，與以往官方嚴厲打擊的「惡訟師」形象有所不同，值得研究者的重視。（邱澎生2009、夫馬進2009、孫家紅2007） |
| 9    | 《新刻法家須知附奇狀集》                         | 佚名撰                                 | 崇禎六年（1633）序刊本，典藏於日本國內閣文庫。 | 六卷，附一卷，書末附〈奇狀集〉。（全國漢籍データベース） |
| 10   | 《蕭曹遺筆》                                     | 佚名撰                                 | 明刊本，典藏於上海圖書館。 | 四卷。夫馬進認為此書可能為最早刊本之一，內容與萬曆二十二年（1594）《新鍥法林金鑒錄》極為相似，據此可以推定應該有更早的版本。（夫馬進2003） |
| 11   | 《新鐫訂補釋注蕭曹遺筆》                         | 徐昌祚輯（？-1602）                    | 明癸未序刊本，典藏於日本國尊經閣文庫。 | 四卷，二冊。（全國漢籍データベース、夫馬進2003） |
| 12   | 《新刻平治舘評釋蕭曹致君術》                     | 臥龍子編                               | 明刊本，典藏於東京大學東洋文化研究所所藏漢籍善本全文影像資料庫。 | 六卷，首一卷，一帙六冊，東洋文庫另有二卷本，註明「本衙藏板」。（全國漢籍データベース、國家圖書館「中文古籍書目資料庫」、龔汝富2008） |
| 13   | 《鼎鍥金陵原板按律便民折獄奇編四卷》             | 樂天子編                               | 明末刻本，典藏於美國國會圖書館。 | 四卷。（國家圖書館「中文古籍書目資料庫」） |
| 14   | 《新鐫音釋四民要覽蕭曹明鏡》                     | 江湖逸人編                             | 明刊本，典藏於北京國家圖書館。 | 五卷。（龔汝富2008） |
| 15   | 《鼎鋟法叢勝覽》                                 | 佚名撰                                 | 明代金陵世德堂原板梓刊本，典藏於北京國家圖書館。 | 四卷。（夫馬進2003） |
| 16   | 《法林照天燭》或《法林燭照天》                   | 醉中浪叟輯                             | 明刊本，典藏於日本國尊經閣文庫，另有傅斯年圖書館微卷。 | 五卷。（夫馬進2003） |
| 17   | 《新鐫訂補釋注霹靂手筆》                         | 佚名撰                                 | 明刊本，典藏於美國國會圖書館。 | 四卷。（國家圖書館「中文古籍書目資料庫」） |
| 18   | 《法家秘授智囊書》                               | 讀律齋主人輯                           | 明刊本，典藏於日本國尊經閣文庫。 | 二冊。（全國漢籍データベース） |
| 19   | 《新鐫法家透膽寒》                               | 補相子穎以氏著                         | 明代戊午年大觀堂刊本，收於孫家紅編校，《明清訟師秘本八種彙刊》，北京：社會科學文獻出版社，2008。尚有典藏於東京大學東洋文化研究所所藏漢籍善本全文影像資料庫、美國國會圖書館、中國國家圖書館、北京大學圖書館。 | 十六卷，四冊。（全國漢籍データベース、國家圖書館「中文古籍書目資料庫」、龔汝富2008、孫家紅2007） |
| 20   | 《新刻法家管見匯語刑台秦鏡》                     | 竹影軒主人匯編                         | 康熙十二年(1673)序刊本，藏於北京圖書館。 | 八卷。（夫馬進2003） |
| 21   | 《蕭曹奇斷譯注》                                 | 日本國田龍文明譯注                     | 延享三年（1746，乾隆十一年）寫本，典藏於九州大學石崎文庫 寫 石 320 シ1。 | 一卷。（全國漢籍データベース） |
| 22   | 《江西萬載訟師秘本三種》                         | 佚名撰                                 | 嘉慶道光年間鈔本，龔汝富先生收藏，收於孫家紅編校，《明清訟師秘本八種彙刊》，北京：社會科學文獻出版社，2008。                                                                                                 | 不分卷，三冊。此三冊訟師秘本鈔本為近年的新發現，內容可見鈔本為訟師親身經歷案件的文牘匯抄，或是訟師之間的傳抄，以及從案件當事人或家屬處借抄得來，並非僅是從刊本中抄寫而已。（孫家紅2007） |
| 23   | 《新刻法家新書》(另題《三尺定衡法家新春》)       | 吳天民、達可奇滙編                     | 道光六年(1826)書林與畊堂朱廷禎刻本，藏於東京大學東洋文化研究所所藏漢籍善本全文影像資料庫。 | 四卷首一卷，四冊，封面註明《三尺定衡法家新春》，本衙梓行，增大清律例。本書又名《三尺衡法語新書》，本衙藏板，六冊，典藏於日本國法務図 279。（參見《新刻法家新書》、東京大學東洋文化研究所所藏漢籍善本全文影像資料庫、全國漢籍データベース） |
| 24   | 《警人新書》                                     | 佚名撰                                 | 道光十三年(1833)刻本，龔汝富收藏。 | 八卷二冊，《警人新書》另又名《法筆新春》，其內容與光緒二十四年（1898）《新刻法筆驚天雷》刻本幾乎相同。（龔汝富2008） |
| 25   | 《新刻法家蕭曹雪案鳴冤律》                       | 管見子注釋                             | 道光十三年（1833）刻本，藏於北京大學圖書館。 | 《新刻法家蕭曹兩造雪案鳴冤律》又名《雪案鳴》、《新刻法家蕭曹兩造雪案鳴冤律》、《蕭曹雪案兩便刀》，該書的封面題簽相當別致：題簽者將「便」字拆開，將書名豎寫成「兩人更刀」。本書相較與明末訟師秘本而言，內容較為粗糙。（邱澎生2008、中研院圖書館館藏《新刻法家蕭曹兩造雪案鳴冤律》）                                                                                                 |
| 26   | 《新刻校正音釋詞家便覽蕭曹遺筆》                 | 豫人閑閑子訂注                         | 道光二十五年（1845）刻本，藏於北京大學圖書館，收於孫家紅編校，《明清訟師秘本八種彙刊》，北京：社會科學文獻出版社，2008。                                                                                     | 四卷，本書又名《新刻校正詞家便覽音釋蕭曹遺筆》、《洗冤便覽》。本書最早版本應是中國國家圖書館藏明萬曆二十三年（一五九五）序刊本；但必須注意明刻本與清刻本從目錄到內容皆有很大的不同。（孫家紅2007） |
| 27   | 《器利集》                                       | 佚名                                   | 同治年間稿本，龔汝富收藏。 | 龔汝富指出，該書是江西贛州一帶的訟師秘本，特點是將在其他訟師秘本普遍刊載的〈作狀十段錦〉提煉出更為細緻高超的〈三十六橋〉，此外尚有甚多具有創意之內容。（龔汝富2009） |
| 28   | 《萬承訴狀》                                     | 佚名                                   | 光緒年間(1875-1908)鈔本，參見王昭武收集，韋順莉整理，《萬承訴狀》，南寧：廣西人民出版社，2008。 | 《萬承訴狀》是光緒年間廣西萬承土州民間訴狀的輯錄手稿，計有72篇訴狀或稟文；訴狀共約3萬字，為1956年廣西少數民族社會歷史調查組王昭武蒐集而得。本書有益於研究土司制度下的訴訟文化和壯族社會史。案例內容包括家庭婚姻、房族家產、田地爭奪、錢財糾葛以及鬥毆事件、占墳事件等，還有鄉民聯名越級控告萬承土官罪名的狀文。（王昭武2008）                                                      |
| 29   | 《新刻法筆驚天雷》（又名《新刻增補法家驚天雷》） | 佚名                                   | 清刊本、鈔本，皆藏於東京大學東洋文化研究所所藏漢籍善本全文影像資料庫。 | 清鈔本《新刻增補法家驚天雷》，四卷，目次則寫為《法筆驚天雷》。另有光緒二十四年（1898）刻本，八卷，藏於中國國家圖書館。書中所舉各地案件應大多為明末發生之案件，如清鈔本頁7「審淂楊氏於萬歷四十一年嫁夫嚴仲」。（孫家紅2007） |
| 30   | 《新刻法筆天油》                                 | 佚名                                   | 清刊本，藏於東京大學東洋文化研究所所藏漢籍善本全文影像資料庫。 | 二卷，一帙二冊，又名《刑台秦鏡》、《法家新書刑台秦鏡》。（龔汝富2008） |
| 31   | 《袖珍珥筆全書》                                 | 闕中撰                                 | 清刊本，日本國國會圖書館東京 185-145。 | 十卷，五冊 。（全國漢籍データベース） |
| 32   | 《名家合選新增法語錦囊》                         | 佚名                                   | 清刊本，藏於江西省圖書館。 | 該書內容為訴訟常用語的分類滙編，方便寫狀者直接採擷。（龔汝富2009） |
| 33   | 《永富縣未名訟師狀稿》                           | 佚名                                   | 清鈔本，龔汝富藏本。 | 藍布包封一冊。（龔汝富2008） |
| 34   | 《新刻直隸原版法林珥筆》                         | 佚名                                   | 清鈔本，龔汝富藏本。 | 不詳。（龔汝富2008） |
| 35   | 《蕭曹遺筆》                                     | 閑閑子(訂註)、煙水散人(校對)           | 清刻本，館藏地為美國國會圖書館。 | 不詳。（國家圖書館「中文古籍書目資料庫」） |
| 36   | 《透膽寒》                                       | 湘間補相子穎川氏著                     | 清刻本有大觀堂刊本、大業堂梓行本以及木刻本三種，金陵藏板。大觀堂刊本，藏於東京大學東洋文化研究所所藏漢籍善本全文影像資料庫。                                                                                 | 十六卷，道光十九年重刊本（1839）藏於中國政法大學圖書館，該書又名《法家透膽寒》、《新鐫法家透膽寒》。（東京大學東洋文化研究所所藏漢籍善本全文影像資料庫） |
| 37   | 《刀筆精華》                                     | 襟霞閣主人編，石萬鵬等譯注             | 五洲出版社編，《刀筆精華》，台北：五洲出版社，2003。 | 明末清初之法界必讀的訟稟之帖範本，內容包羅萬象，字字珠璣，處處顯現訟師的心機。（五洲出版社2003） |
| 38   | 《崇明機智人物楊瑟嚴》                           | 上海市崇明縣非物質文化遺產保護辦公室編 | 上海市崇明縣非物質文化遺產保護辦公室編，《崇明機智人物楊瑟嚴》，上海：學林出版社，2009。 | 楊瑟嚴生於清乾隆年間，據民間傳說，他出生於崇明島現在的建設鎮官尖村。乾嘉年間出身低微的楊瑟嚴科場失意，後來當了訟師，憑他精通法律又才智過人，與腐敗官吏和惡勢力鬥爭，出謀劃策懲治他們，解救窮苦人的苦難。這些故事是崇明島上的口頭創作，並在島上廣泛流傳，還流傳到上海的浦東、寶山及江南一帶，也流傳到了江蘇省的啟東、海門、通州等地區。（上海市崇明縣非物質文化遺產保護辦公室2009） |

## 其他連結
- 中研院圖書館館藏目錄 （页面存档备份，存于）
- 中華古籍善本國際聯合書目系統[永久]
- 全國漢籍データベース （页面存档备份，存于）
- 東京大學東洋文化研究所所藏漢籍善本全文影像資料庫 （页面存档备份，存于）
- 國家圖書館「中文古籍書目資料庫」 （页面存档备份，存于）